# Nethou-Vagabond
Le Nethou-Vagabond est un cotre à voile aurique de 12,50 mètres construit en 1926 au chantier  Kerenfors à Roscoff. Il s'agit du dernier bateau à sortir de ce chantier. 

## Historique
Il est lancé comme bateau de plaisance du chantier Kerenfors, en 1926, sous le nom de Nethou. 
Après deux naufrages, un piratage en Tunisie, 13 propriétaires dont Charles Vanel en 1953 qui le rebaptise Vagabond, un tournage de film par Jean Cocteau et une série télévisée Les Cœurs brûlés en 1992, il coule en 2004 dans le port du Lavandou.

## Le sauvetage
En 2006, il est convoyé par la route entre Le Lavandou et Roscoff où il revient le 9 janvier après 80 ans, grâce à une association, Nethou-Vagabond-Roscoff, qui s'est constituée pour le sauvegarder
.